# The Banger Sisters

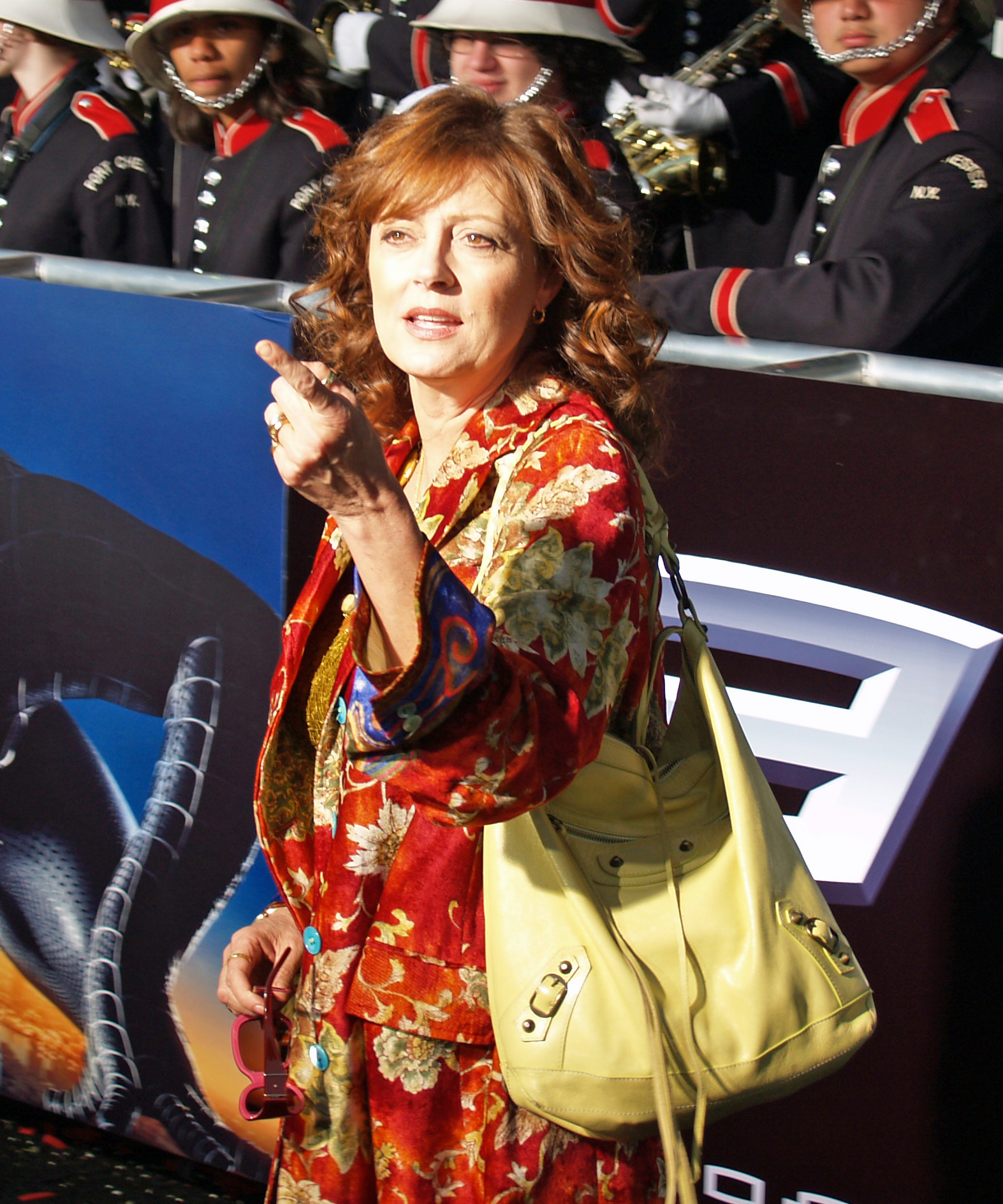
Susan Sarandon

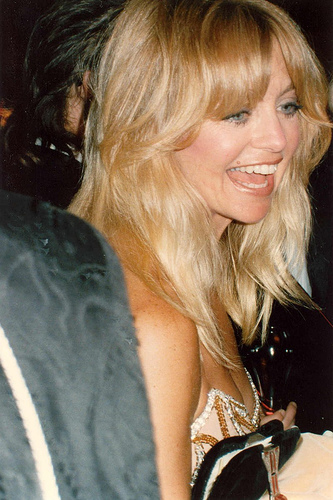
Goldie Hawn

The Banger Sisters (bra: Doidas Demais; prt: As Manas Rock) é um filme de amigos estadunidense de 2002, do gênero comédia dramática, dirigido e roteirizado por Bob Dolman e produzido pela Fox Searchlight Pictures. O filme é estrelado por Goldie Hawn e Susan Sarandon como duas mulheres de meia-idade que costumavam ser amigas e groupies quando eram jovens.
Foi lançado em 20 de setembro de 2002. O filme foi o último papel de Hawn até o lançamento de Snatched em 2017, catorze anos e meio após o lançamento de The Banger Sisters.

## Sinopse
Quando Suzette (Goldie Hawn) é demitida de seu emprego como garçonete no Whisky a Go Go em Los Angeles, ela decide, no calor do momento, viajar todo o caminho para Phoenix, Arizona, para ver sua velha amiga Vinnie (Susan Sarandon). Encalhada em um posto de gasolina e sem dinheiro, ela dá carona para Harry Plummer (Geoffrey Rush), um autor neurótico de meia-idade que está a caminho de Phoenix para negociar de uma vez por todas com seu pai e a influência negativa ele teve sobre sua vida.
Ao chegar em Phoenix, Suzette teve um encontro com a filha de Vinnie, de 17 anos, Hannah (Erika Christensen) que, depois de algum uso recreativo de drogas, começa a vomitar no quarto de hotel de Harry. Quando ela volta para a elegante casa suburbana de seus pais, Suzette não consegue acreditar no que vê: Vinnie, que agora se chama Lavinia Kingsley, leva a vida mais conservadora da esposa e mãe perfeitas - uma vida que, a certa altura, leva a um de suas filhas para perguntar a Suzette: "Ela alguma vez fez algo errado?" Raymond (Robin Thomas), marido advogado de Vinnie e um aspirante a político, também não tem ideia do passado de sua esposa.
No entanto, a aparição repentina de Suzette traz de volta todas essas memórias para Lavinia. Ela corta o cabelo e tira as roupas caras, mas chatas, e, apenas por uma noite, revive os velhos tempos dançando com Suzette. Elas retornam à casa de Vinnie e, no porão, ela recupera algumas das lembranças de suas vidas anteriores como groupies, que inclui uma coleção de Polaroids dos pênis de vários "músicos e alguns roadies".
Ginger tem um pequeno acidente que leva todos para o hospital. Vinnie tem uma crise de identidade durante uma discussão em família, onde Hannah culpa Suzette por atrapalhar suas vidas. Suzette sai e liga para Harry, dizendo que ela vai voltar para Los Angeles. Vinnie segue Suzette e eles têm uma emocionante conversa que acaba com elas sentadas em cima de um painel publicitário "Got Milk?" para assistirem o nascer do sol.
Suzette e Vinnie vão para o quarto de hotel e descobrem que Harry saiu. Suzette teme o pior, pois Harry levou uma arma com ele. Eles acham Harry indo ver seu pai, em um cemitério. Enquanto Suzette tenta falar com Harry, Vinnie perde a paciência e esbarra nele com o carro. Suzette pega a arma e atira a única bala no ar. Harry finalmente enfrenta seu pai falecido e ausente.
No final, o marido e as duas filhas entenderam que Lavinia é apenas humana, afinal. Em seu discurso de formatura, Hannah se pronuncia contra qualquer coisa que seja "falsa" e exorta seus colegas de escola, professores e pais presentes a "fazerem a verdade".
No dia seguinte, Suzette retorna a Los Angeles junto com Harry, que passou a considerá-la sua musa.

## Elenco
- Goldie Hawn .... Suzette
- Susan Sarandon .... Lavinia "Vinnie" Kingsley
- Geoffrey Rush .... Harry Plummer
- Erika Christensen .... Hannah Kingsley
- Robin Thomas .... Raymond Kingsley
- Eva Amurri .... Ginger Kingsley
- Matthew Carey .... Jules
- Andre Ware .... Jake o barman
- Adam Tomei .... proprietário do clube
- Sal Lopez .... Atendente de Bombas
- Kohl Sudduth .... Funcionário do hotel
- Tinsley Grimes .... Prom Girl
- Larry Krask .... homem no bar
- Marlayna Garrett .... jovem Groupie
- Buckcherry .... eles mesmos

## Recepção

### Bilheteria
O filme foi lançado em 20 de setembro de 2002. Ele estreou no segundo lugar, em 2,738 cinemas, arrecadando US$10,037,846 durante o fim de semana de estreia. A produção passou a arrecadar US$30,307,416 no mercado interno e US$7,760,937 em mercados estrangeiros, totalizando um total mundial de US$38,068,353.

### Crítica
The Banger Sisters tem recepção geralmente desfavorável por parte da crítica profissional. Com o Tomatometer de 47% em base de 140 críticas, o Rotten Tomatoes chegou ao consenso: "Hawn e Sarandon são ótimas juntas, mas o enredo grisalho é previsível e artificial". Por parte da audiência tem 42% de aprovação.

## Principais prêmios e indicações
Globo de Ouro 2003 (EUA)
- Indicado na categoria de Melhor Atriz - Comédia / Musical (Goldie Hawn).[6]

Young Artist Awards (EUA)
- Venceu na categoria de Melhor Atuação em Cinema - Atriz Coadjuvante Jovem (Eva Amurri).[carece de fontes?]